# Robert Kauffman
Pour les articles homonymes, voir Kauffman.
Pas d'image ? Cliquez ici
Robert Kauffman, né le 22 octobre 1963 à New York est un homme d'affaires et un pilote automobile américain. Il compte notamment deux participations aux 24 Heures du Mans, en 2011 et 2012,.

## Biographie
Depuis 2007, il fait partie du Michael Waltrip Racing.
En 2010, il prend part aux 24 Heures de Dubaï à bord d'une Ferrari F430 GTC de l'écurie AF Corse.
En 2011, il participe aux 24 Heures du Mans avec l’écurie AF Corse,,. Il pilote une Ferrari 458 Italia GT2 engagée dans la catégorie LM GTE Pro. il est acteur d'un accrochage qui survient la nuit avec Mike Rockenfeller qui pilote l'Audi R18 TDI no 1 engagée en LMP1. Il abandonne peu avant 7 h du matin sur casse du différentiel,.
En 2012, avec Brian Vickers, il prend part à l'intégralité des courses du championnat du monde d'endurance FIA,.

## Résultats

### Résultats aux 24 Heures du Mans
| Année | Équipe             | Coéquipiers               | Voiture                | Catégorie | Tours | Pos.    | Cat. Pos. |
| ----- | ------------------ | ------------------------- | ---------------------- | --------- | ----- | ------- | --------- |
| 2011  | AF Corse           | Michael Waltrip Rui Águas | Ferrari 458 Italia GT2 | GTE Pro   | 178   | Abandon | Abandon   |
| 2012  | AF Corse / Waltrip | Brian Vickers Rui Águas   | Ferrari 458 Italia GT2 | GTE Am    | 294   | 31st    | 6th       |

### Résultats aux 24 Heures de Daytona
| Année | Catégorie | N° | Équipe             | Voiture                | Coéquipiers                               | Tours | Pos. | Cat. Pos. |
| ----- | --------- | -- | ------------------ | ---------------------- | ----------------------------------------- | ----- | ---- | --------- |
| 2012  | GT        | 56 | AF Corse / Waltrip | Ferrari 458 Italia GT3 | Rui Águas Michael Waltrip Travis Pastrana | 645   | 35   | 22        |
| 2013  | GT        | 56 | AF Corse / Waltrip | Ferrari 458 Italia GT3 | Rui Águas Michael Waltrip Clint Bowyer    | 677   | 16   | 8         |